# أرماند كاريل
أرماند كاريل (بالفرنسية: Armand Carrel)‏ (8 مايو 1800 - 25 يوليو 1836) كان صحافي وكاتب وسياسي فرنسي.